# Provincia di Alicante
Alicante (Alacant in valenciano) è una provincia della Comunità Valenciana, nella Spagna orientale.

## Geografia
Confina con la comunità autonoma di Murcia a sud-ovest, con la Castiglia-La Mancia (provincia di Albacete) a nord-ovest, con la provincia di Valencia a nord e con il mar Mediterraneo a est.
La superficie è di 5 817 km², la popolazione nel 2023 era di 1 974 438 abitanti.
Il capoluogo è Alicante (379 000 ab.), altri centri importanti sono Elche (238 285 ab.), Torrevieja (91 730 ab.), Orihuela (82 425 ab.) e Benidorm (72 184 ab.).

## Comarche della provincia di Alicante
La provincia di Alicante è suddivisa in nove comarche:
| Comarca              | Capoluogo      |
| -------------------- | -------------- |
| Alcoià               | Alcoy          |
| Alacantí             | Alicante       |
| Alto Vinalopó        | Villena        |
| Baix Vinalopó        | Elche          |
| Comtat               | Cocentaina     |
| Marina Alta          | Dénia          |
| Marina Baixa         | La Vila Joiosa |
| Vega Baja del Segura | Orihuela       |
| Vinalopó Mitjà       | Petrer         |